# Basse-Égypte
 (mars 2020).
Si vous disposez d'ouvrages ou d'articles de référence ou si vous connaissez des sites web de qualité traitant du thème abordé ici, merci de compléter l'article en donnant les références utiles à sa vérifiabilité et en les liant à la section « Notes et références ».

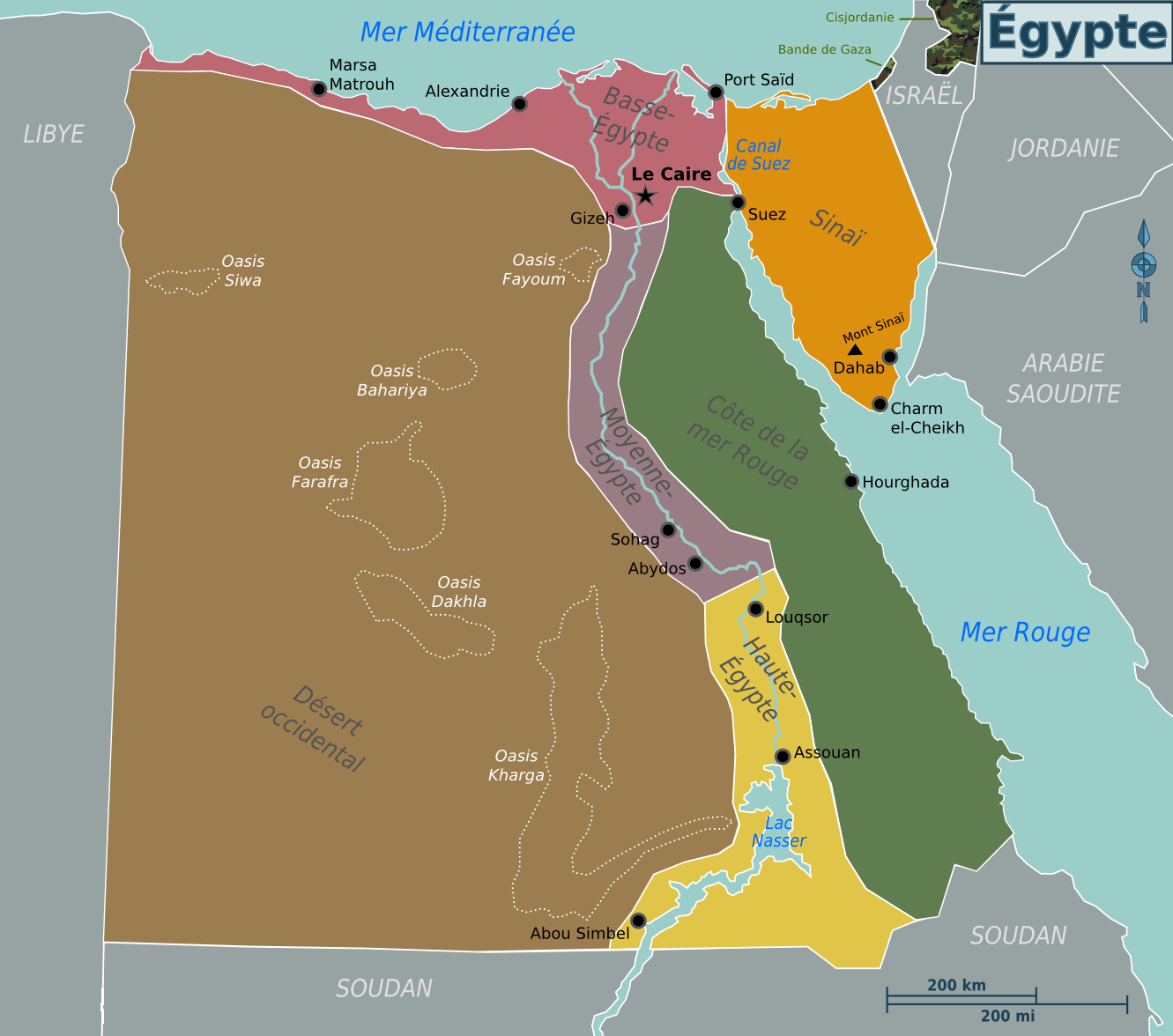
Carte approximative des régions de Haute, Moyenne et Basse-Égypte

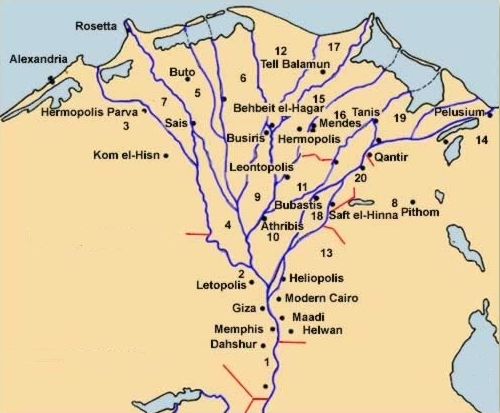
Carte des nomes de Basse-Égypte.

Principaux sites de l'Égypte antique

La Basse-Égypte est la région située au nord de l'actuelle Égypte. L'adjectif « basse » fait référence au fait que les terres du delta du Nil sont presque au niveau de la mer, et avec des zones marécageuses et le bord de mer.
L'Égypte pharaonique connaissait l'expression « Basse Égypte » (Ta méhou). Dans le Sud, en amont du fleuve, les roches, plus ou moins élevées, ont été creusées et produisent une vallée, d'où le terme, dès l'Antiquité, de « Haute Égypte » (Ta shémaou). Par contre, le concept moderne de Moyenne Égypte désigne la partie de la Haute Égypte depuis la courbe de Qena jusqu'au Caire.
Le relief de la Basse-Égypte est donc très peu accusé. Elle s'étend des côtes de la Méditerranée, dans le delta du Nil, jusqu'à la région du Fayoum avec Le Caire.

## Géographie
Villes de Basse-Égypte :
- Alexandrie,
- Le Caire (capitale de l'Égypte contemporaine),
- Port-Saïd,
- Suez.

## Histoire
La Basse-Égypte de l'Antiquité, avant l'unification de la Haute et de la Basse Égypte, forme un royaume indépendant qui attire la convoitise de son voisin du sud, pour la richesse de ses terres et ses débouchés sur la Méditerranée et les contrées voisines.

### Temps prédynastiques
Aux temps prédynastiques, une première civilisation s'y développe que l'on qualifie de « badarienne » du nom du site où les premières traces furent découvertes au XIXe siècle.
Les dernières fouilles dans la région ont révélé notamment à Bouto, localité du delta, que la culture ancienne qui s'y développa était moins développée technologiquement que celle de sa rivale du sud ; on y a en effet découvert des différences notoires dans la production céramique qui reste pour toutes les périodes le meilleur moyen de dater les strates archéologiques d'une part mais également une bonne méthode de comparaison des différentes cultures protohistoriques. La céramique du fait de son exceptionnelle longévité permet ainsi de reconstituer des puzzles qu'aucune trace historique ne peut confirmer autrement et atteste également des différents contacts que la culture prédynastique de Basse-Égypte entretenait avec ses voisins.

### Ancien Empire
Cette culture en rivalité avec celle de Nagada de Haute-Égypte s'efface au cours des premières dynasties à la suite de la réunification.
En effet la légende veut que le roi Ménès réussit à rassembler sous son règne les deux royaumes en un seul mais qui gardera tout au long de son histoire la trace de cette dualité notamment dans les qualificatifs qu'il reçoit désormais de Pays des Deux Terres ou de Double Royaume.
Il fonde alors la ville de Memphis qui sera qualifiée de Balance des Deux Terres, et sera la traduction de cette volonté d'unification des deux royaumes. Les Pharaons y recevront la Double Couronne constituée de la couronne de Basse-Égypte dans laquelle s'insère celle de Haute-Égypte pour en former une nouvelle, le Pschent.
La couronne de Basse-Égypte était conservée à Bouto sous la protection de la déesse Ouadjet que l'on représente alors sous la forme d'un cobra coiffé de cette couronne rouge : la Decheret.
La Basse-Égypte devient à l'Ancien Empire le siège du pouvoir royal et religieux. De grandes cités s'y développent comme Memphis, Héliopolis, Bubastis.
D'autres sont déjà légendaires. On a vu l'exemple de Bouto mais on peut également citer Mendès, Busiris, Saïs qui déjà à l'époque étaient des centres religieux importants.
Les souverains de cette période établissent leur capitale et nécropole dynastique dans la région et d'Abou Rawash à Meïdoum des dizaines de complexes funéraires se développent sur la rive occidentale.
Avec la Première Période intermédiaire la région semble rester sous la coupe du pouvoir resté en place à Memphis, même si le nombre de souverains pendant les presque deux cents ans de transition trahit quelque peu l'image d'un royaume stable et prospère. En effet à cette époque les nomarques ou gouverneurs des nomes prennent de plus en plus d'indépendance vis-à-vis du pouvoir royal, notamment en Haute-Égypte, région plus éloignée du théâtre de la vie royale. En Basse-Égypte l'anarchie semble alors gagner du terrain, les textes de cette période nous laissent des témoignages poignants de cette période trouble pendant laquelle la plupart des nécropoles royales sont mises à sac.

### Moyen Empire
C'est à partir de Thèbes que la réunification au Moyen Empire se réalise et pendant un temps qui couvre la XIe dynastie, la Basse-Égypte semble quelque peu délaissée au profit du sud du pays. À la dynastie suivante cette tendance s'inverse et les Amenemhat et Sésostris retournent au nord et fondent leur capitale non loin de la Basse-Égypte, dans le Fayoum qu'ils développent alors en une véritable oasis en dérivant selon la légende une partie des eaux du fleuve vers la dépression qui en occupait le centre.
Les cités du Delta reçoivent également une attention particulière de leur part et les grandes expéditions militaires ouvrent ou rouvrent des voies commerciales qui relient alors l'Afrique au Proche-Orient. La Basse-Égypte est au cœur de ces voies de communication et de transit des marchandises et biens précieux venant de pays lointains comme le Pays de Pount ou la Crète.
En contrepartie, des populations autrefois nomades commencent à s'installer dans le delta, y font souche et peu à peu forment de véritables agglomérations. Avaris devient progressivement le siège d'une principauté puissante qui n'aura plus qu'à attendre l'effondrement du pouvoir royal pour prendre sa place et étendre son influence. Le siège de Memphis signe alors ce changement qui ouvre la Deuxième Période intermédiaire et sera le point de départ de la politique plus conquérante de la période qui suit.

### Nouvel Empire
C'est de nouveau depuis Thèbes qu'une dynastie de souverains locaux entreprend la reconquête. Ahmosis est le premier pharaon de la XVIIIe dynastie et ouvre la période la plus glorieuse du pays. Memphis est reprise aux mains des Hyksôs, puis Avaris tombe à la suite d'un siège et le nouveau pharaon poursuit ses ennemis jusqu'en Palestine mettant à nouveau le siège devant leur ultime bastion de résistance, la forteresse de Charouhen.
Ses successeurs poursuivent cette dynamique et portent ainsi leurs efforts sur la sécurisation du pays en édifiant une chaîne de forts le long de la frontière orientale du delta, qui prendra désormais le nom de Route d'Horus.
Thoutmôsis III installe un palais et une forteresse dans l'ancienne capitale des Hyksôs et son exemple est suivi par la suite par Ramsès II qui y fonde sa capitale Pi-Ramsès. Les souverains du Nouvel Empire vont peu à peu développer le commerce et les sanctuaires de la Basse-Égypte, restaurant ce qui avait été détruit ou abandonné.

### Troisième Période intermédiaire et Basse époque
Avec l'effondrement de l'empire des Ramsès le pays se divise à nouveau en deux entités distinctes, réveillant les vieux antagonismes qui opposaient la Basse et la Haute-Égypte.
Tanis devient alors la nouvelle capitale et le pouvoir royal est définitivement basé dans le delta aux périodes suivantes excepté la période de la XXVe dynastie et des pharaons nubiens.
Malgré les efforts des souverains de la Basse époque, le pays ne peut résister aux invasions assyriennes puis perses et lors de la « libération » apportée par Alexandre le Grand, le choix est fait d'établir la capitale au bord de la Méditerranée afin d'ouvrir le pays sur le nouveau monde d'alors, régi désormais par d'autres influences, d'autres histoires.
Sites archéologiques :
- Canope,
- Gizeh,
- Héliopolis,
- Memphis,
- Saqqarah,
- Abousir,
- Abou Rawash,
- Dahchour,
- Saïs,
- Tanis,
- Mendès,
- Bubastis/Tell Basta.

### Sources et bibliographie
- Sophie Desplanques, L'Égypte ancienne, Presses universitaires de France / Humensis, coll. « Que sais-je ? », 2020 (1re éd. 2005), 127 p. (ISBN 978-2-7154-0255-3), « De la Préhistoire à l'histoire », p. 35-36

#### Autres régions d'Égypte
Régions d'Égypte, du nord vers le sud, en remontant le Nil :
- Basse-Égypte (et le delta),
- Moyenne-Égypte,
- Haute-Égypte,
- Nubie.

#### Généralités
- Égypte
- Égypte antique
- Géographie de l'Égypte
- Nome